# 금도끼 은도끼

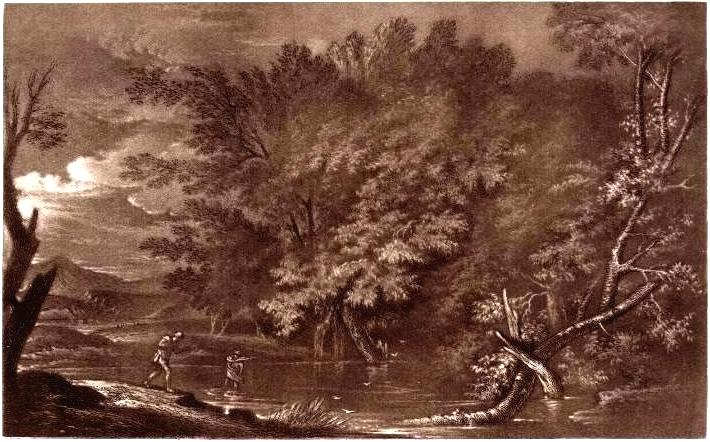
살바토르 로사의 동판화 〈헤르메스와 간사한 나무꾼〉

금도끼 은도끼(金― 銀―) 또는 헤르메스와 간사한 나무꾼은 이솝 우화 중의 하나로, 페리 인덱스 173번이며 아르네-톰프슨(Aarne-Tompson)의 전래동화 분류에 따르면 729번 유형으로 볼 수 있다. 이 이야기에서 나타내고자 하는 것은 정직 또는 선의 승리라고 할 수 있고, 정직한 자와 부정직한 자, 곧 선과 악의 대비에서 후자가 실패하게 함으로써 정직하게 행동하라는 교훈적 의도를 분명히 드러내고 있다. 한편 나이지리아, 태국, 티베트 등지에서도 이와 유사한 플롯의 교훈적인 이야기가 전승되어 왔다는 점을 감안한다면 이솝우화가 이들 이야기에 영향을 주었다는 견해도 타당성이 있다.

## 요약
옛날에 가난하고 마음씨 착한 나무꾼이 병든 부모님과 같이 지내고 있었는데 어느 날 산에 나무를 하던 도중에 그만 실수로 도끼를 연못에 빠뜨렸다. 아무리 도끼를 건지려고 해도 건지지 못하였다. 낙심하고 있던 차에 연못에서 휘황찬란한 빛이 나더니 헤르메스가 나타나서 “이 금도끼가 니 도끼냐?”고 물었다. 그러자 나무꾼은 “아닙니다.”라고 대답하였다. 다시 헤르메스가 “이 은도끼가 니 도끼냐?”라고 물었지만 나무꾼은 다시 “아닙니다.”라고 대답하고는 “제 도끼는 낡아빠진 쇠도끼입니다.”라고 말하였다. 그러자 헤르메스는 “마음씨가 옳다”고 하면서 도끼 세 개를 모두 나무꾼에게 주었다는 이야기이다. 한편 이 소식을 듣게 된 이웃집의 욕심 많고 간사한 나무꾼은 동일한 방법으로 금도끼와 은도끼를 얻으려고 하나, 헤르메스는 그의 꾀를 알아내어 꾸짖는다는 내용이 추가된 경우도 있다. 한국에서는 헤르메스가 산신령으로 바뀌었으며, 개화기 학생들의 교과서에 번역, 수록되면서 한국적 이야기로 정착된 것으로 보인다.

## 플롯
'금도끼 은도끼'에 대한 또다른 해석으로는 도끼(부斧,Fasces)에대한 의미로서  '권력'의 상징으로 이를 제시하면서 기득권자들이나 권력의 합의적 총화(總和)의 입장에 있는자들은 그들 권력의 집중을 받을 자로서의 자격을  '자기의 분수를 알고 권력의 균형을 조화시킬 의지'를 갖춘자로서 인식하고 있다는 전제를 함의하고 있다고 보여진다.

## 같이 보기
- 선녀와 나무꾼